# Notre-Dame de La Salette

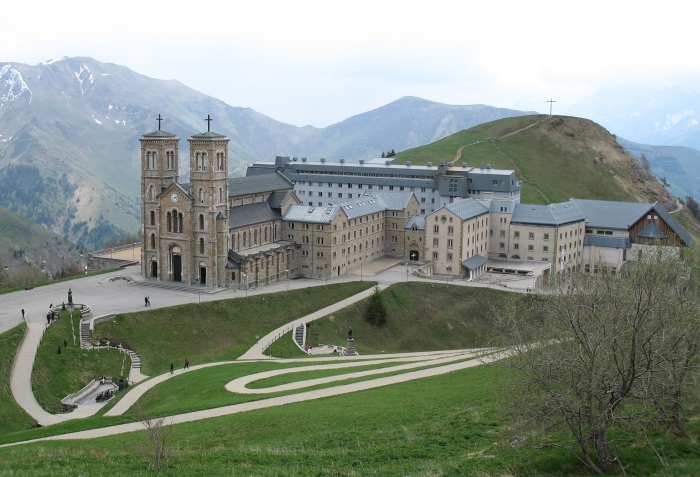
Wallfahrtsort Notre-Dame de la Salette

Notre-Dame de La Salette, auch Sanktuarium Notre-Dame de La Salette oder kurz Sanktuarium La Salette genannt, ist ein großer römisch-katholischer Marien-Wallfahrtsort, der an der Stelle einer Marienerscheinung errichtet wurde, von welcher zwei französische Kinder berichteten; Maximin Giraud und Mélanie Calvat. Die Erscheinung soll am 19. September 1846 in La Salette-Fallavaux stattgefunden haben, einer französischen Gemeinde im Département Isère in der Region Auvergne-Rhône-Alpes, das oberhalb des Städtchens Corps liegt. Mit jährlich bis 200.000 Pilgern gehört Notre-Dame de La Salette zu den großen Wallfahrtsorten Frankreichs.

## Lage
Der Wallfahrtsort wird über die D212C von Corps aus angefahren, einer kleinen Gemeinde an der Route Napoléon (N85), oberhalb des Lac du Sautet. Notre-Dame de La Salette liegt auf fast 1800 m Höhe am Mont Plateau in der Gemeinde La Salette-Fallavaux, 14 km von Corps entfernt. Die Gemeinde liegt zwischen dem Massif Beaumont im Nordosten, dem Tal von Valgaudemar im Écrins-Massiv im Südwesten, Valjoffrey im Tal der Bonne im Nordwesten und dem Drac mit dem Lac du Sautet im Südosten. Sie ist Mitglied des Gemeindeverbands Matheysine und hat etwa 60 Einwohner, deren Leben von der Landwirtschaft geprägt ist. Bis zur Mitte des 19. Jahrhunderts war der Ort weitgehend unbekannt und nur Pfade führten in den Ort, Straßen oder Wege gab es nicht. Die wenigen Hirten weideten ihren Herden auf Almen an Hänge des Berges Gargas.

## Marienerscheinung
Nach Angaben von zwei Kindern aus Corps, dem 11-jährigen Maximin Giraud und der fast 15-jährigen Mélanie Clavat, die eine Kuhherde auf einer Alm oberhalb des Dorfes La Salette hüteten, erschien ihnen am 19. September 1846 eine „schöne Frau“. Zunächst saß sie weinend da, dann stand sie auf und sprach lange mit den Kindern über „ihren Sohn“; erst auf Französisch und dann in dem lokalen Dialekt (Occitan). Anschließend stieg sie einen Abhang hinauf und verschwand im Licht. Die Helligkeit, die sie umgab stammte, nach Aussage der Kinder, von dem großen Kruzifix auf ihrer Brust, das von einem Hammer und einer Zange umgeben war. Auf ihren Schultern trug sie eine schwere Kette und Rosen an der Seite. Kopf, Taille und Füße waren von Rosen umgeben.
Am 19. September 1851, auf den Tag genau fünf Jahre nach der von den Kindern beschriebenen Erscheinung, erklärte Mgr. Philibert de Bruillard, Bischof von Grenoble, in einem Hirtenbrief (französisch: mandement doctrinal): „Die Erscheinung der Heiligen Jungfrau vor zwei Hirten auf dem Berg von La Salette [...] trägt alle Merkmale der Wahrheit in sich und die Gläubigen sind berechtigt, sie für unzweifelhaft und sicher zu halten“. 1855 bestätigte Mgr. Ginoulhiac, Bischof von Grenoble, nach einer erneuten Untersuchung die Entscheidung seines Vorgängers.

## Wallfahrer

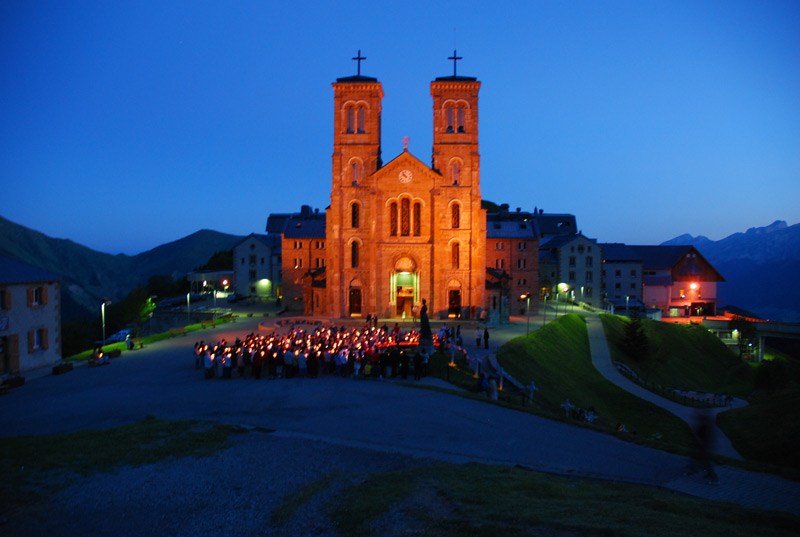
Frontseite der Basilika

Am 27. November 1846, nur zwei Monate nachdem von der Erscheinung berichtet wurde, trafen sich etwa 1.500 Pilger aus Corps und den umliegenden Dörfern am beschriebenen Ort der Erscheinung. Mitte 1848 erwähnte der Bischof von Grenoble, dass schon 100.000 Pilger La Salette besucht hätten. Zwischen dem 18. und 22. August 1872 fand die erste, frankreichweit organisierte, Wallfahrt nach La Salette statt; es wurden etwa 2.000 Pilger gezählt. Viele Pilger legten die 14 km von Corps zum Heiligtum zu Fuß oder auf Maultieren zurück. Heute, im Jahre 2023, ist der Wallfahrtsort Notre-Dame de La Salette mit jährlich 150.000 bis 200.000 Besuchern nach Lourdes der zweitwichtigste Wallfahrtsort Frankreichs. Manche Quellen nennen auch 300.000 Wallfahrer pro Jahr. Auf dem Rückweg von ihrer Wallfahrt nach Notre-Dame de La Salette starben in einem steilen Teilstück der Straße von Corps nach Grenoble bei vier schweren Reisebus-Unfällen 116 Pilger. Diese Unfälle zählen zu den tödlichsten Verkehrsunfällen Frankreichs.
→ Hauptartikel: Rampe von Laffrey

## Zugang zum Wallfahrtsort
Im Jahr 1846 dauerte die etwa 65 km lange Reise von Grenoble nach Corps mit der Postkutsche ungefähr acht Stunden. Das Bergdorf La Salette und die darüber liegenden Almen waren nur noch über Pfade erreichbar. Die ersten Pilger erreichten den Ort der berichteten Marienerscheinung zu Fuß oder auf Maultieren. 1863 wird berichtet, „dass sich eine in den Fels gehauene Rampe an der Flanke des Berges entlangschlängelt. Bei jedem Schritt sah man auf den Granitwänden die nicht verwischten Spuren der Bergbauarbeiten, bei denen die Felsen mit Beilen behauenen wurden“. 1867 wurde eine Straße eröffnet, die aber eher eine Piste mit Anstiegen von über 15 % war. Ein besonders steiles Stück Bereich Grippet hatte eine Steigung von 30 %, ohne jegliche Schutzeinrichtung zum Abgrund hin. Die Pferdegespanne kamen dort nur mit großer Mühe hinauf. 1920 wurden versuchsweise sehr schmale Busse mit etwa zehn Sitzplätzen eingesetzt. Auch der Einsatz von Raupenfahrzeugen wurde getestet, was aber wegen des Gefälles und dem felsigen Boden scheiterte. In den folgenden Jahren schritt der Ausbau der Straße voran. Die Böschungen wurden befestigt und die Kurven verbreitert und Ausweichstellen für Busse wurden eingerichtet. Der Bereich Grippet wurde auch verbreitert und mit dem Aushub wurde eine Mauer am Rand des Abgrunds errichtet; ab 1932 war dann die Kurve in einem Zug befahrbar. Arbeiten an weiteren Verbesserungen wurden während des Krieges eingestellt. 1959–1960 wurde die heutige Straße durch das Dorf Saint-Julien gebaut, sie wurde 1968 vollständig fertiggestellt. Die bis dahin viel begangenen Pfade werden heute weniger von Pilgern als von Wanderern genutzt.

## Wallfahrtsort
Die erste Kapelle wurde wahrscheinlich von dem Architekten Alfred Berruyer (1819–1901) entworfen und am Ort der Erscheinung gebaut. Ihre Existenz wurde 1852 bezeugt.  Die Basilika Notre-Dame de la Salette stellt ein wichtiges Denkmal religiöser Architektur im Département Isère dar. Der Grundstein des Kirchengebäudes war am 24. Mai 1852 von Mgr. Chartrousse gelegt worden, dem Bischof von Valence, in Anwesenheit von Mgr. Philibert de Bruillard, dem Bischof von Grenoble und Auftraggeber des Baus. Das für die Errichtung des Wallfahrtsortes benötigte Land war bereits 1851 erworben worden, und die Pläne für die Basilika stammten von dem Architekten Alfred Berruyer, der in der Folgezeit zahlreiche Kirchen in der Region errichtete. Ohne lokales mittelalterliches Vorbild für den Kirchenbau, ließ sich der Architekt gegen den Zeitgeist, der eher einen neugotischen Baustil bevorzugte, von romanischen Gebäuden auf der Pilgerroute nach Santiago de Compostela inspirieren, wie z. B. Ste-Foy in Conques. Die Verzierungen der Kapitelle und die Arkaden unter den Gesimsen erinnern jedoch eher an die lombardische Romanik des Mittelalters.
Die Bauarbeiten zogen sich in die Länge, da der Bau erhebliche Logistikprobleme hatte. Der Sand für den Bau stammte aus dem Drac und abgesehen von den Steinen und dem Kalk wurde alles Material auf Maultieren transportiert. Im Jahr 1854 wurde der Chor fertiggestellt. 1857 wurde der Entwurf geändert und 1865 wurde die Fassade errichtet. Im selben Jahr war dann der gesamte Mittelteil des Kirchenbaus fertiggestellt. Es fehlten jedoch noch die zehn Seitenkapellen, die erst ab 1894 gebaut wurden, als die ursprünglich aus drei Schiffen bestehende Basilika von Ferdinand Bugey um zwei zusätzliche Seitenschiffe erweitert wurde.

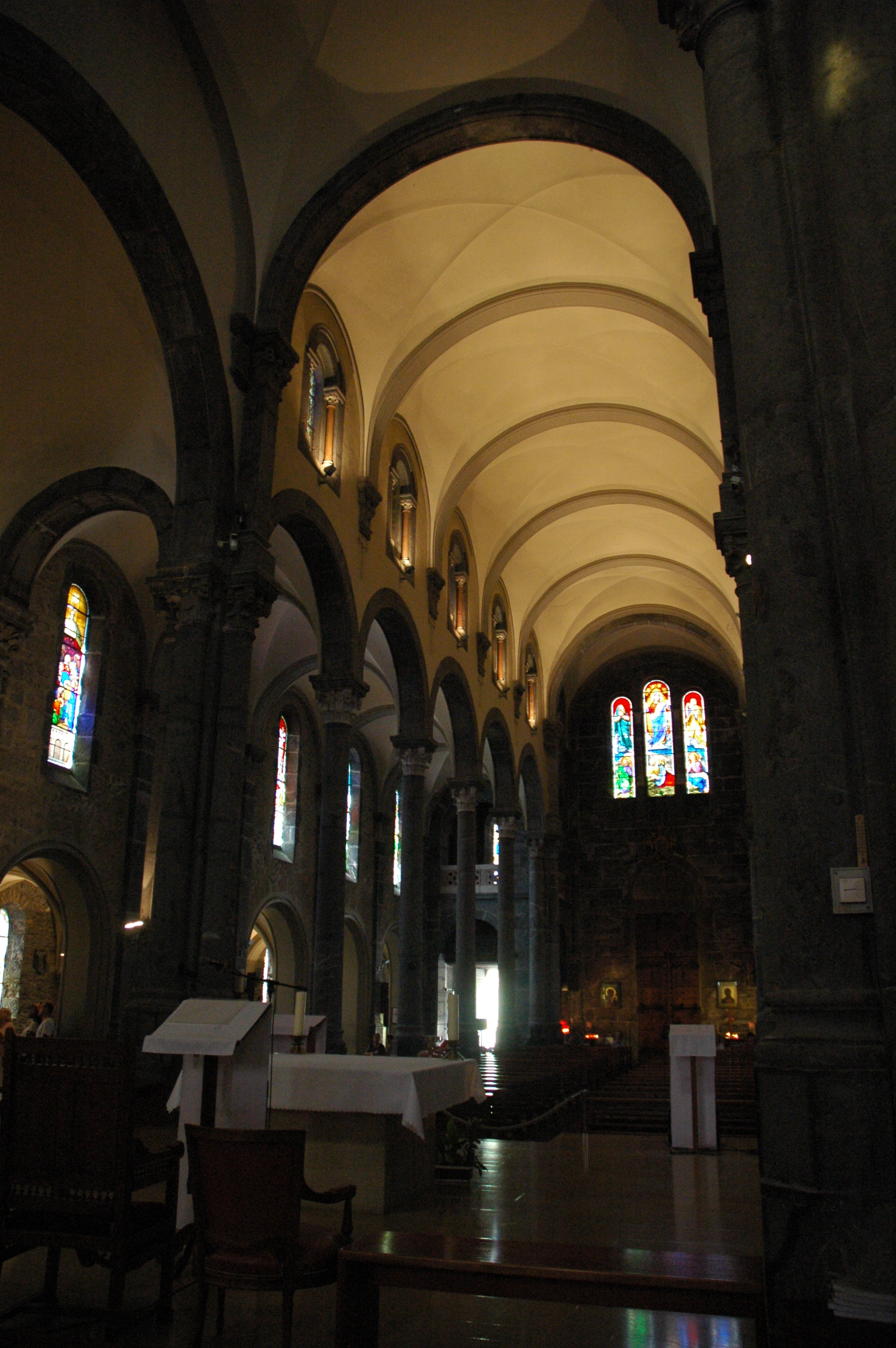
Innenraum der Basilika Notre-Dame de La Salette

Das Kirchengebäude mit basilikalem Grundriss besteht heute aus fünf Schiffen mit sehr schlanken Innenräumen, die mit einer Apsis oder Apsisblöcken enden. Die Kreuzrippengewölbe stützen sich auf sehr hohe und schlanke Säulen, die auf hohen Podesten stehen. Die Kirchenfront hat eine neoromanischen Fassade, die von zwei großen Portaltürmen eingerahmt wird, in deren Spitze sich Glocken befinden. Licht dringt nur durch die Fenster der unteren Seitenschiffe in den Innenraum da der obere Bereich des zentralen Kirchenschiffes fensterlos ist. Das Kopfende der Kirche besteht aus einer zentralen Apsis in Form eines Halbkuppelgewölbes sowie zwei Kranzkapellen auf beiden Seiten des Chorgestühls mit geraden Sitzreihen. Im Halbkuppelgewölbe befindet sich ein Christusgemälde (Christ en gloire), das davor liegende Deckengewölbe ist mit einer Darstellung des Tetramorphs geschmückt, d. h. mit den Evangelistensymbolen Mensch, Löwe,  Stier und Adler. Beide Gemälde sind ein Werk des Künstlers Arcabas. Vom selben Künstler sind in den äußeren Seitenschiffen ein „Christus bei der Hochzeit zu Kana“ und eine „Marias Wehklagen vor dem Kreuze“ zu sehen. Außerdem befinden sich in der Basilika hochwertige Glasmalereien wie der „Rosenkranzzyklus“ in der Chor-Apsis von dem Pariser Architekten und Dekorateur Adrien-Louis Lusson (1788–1864) der bereits 1857 entworfen wurde, der Zyklus der „Passion Christi“ im Kirchenschiff aus der Werkstatt Thibaud aus Clermont-Ferrand, der 1864 entworfen wurde sowie zahlreiche Glasmalereien der Grenobler Werkstätten Bernard und Bessac. Die Krypta wurde in ein Museum umgewandelt.
Später wurden an die Ostwand des Kirchengebäudes Verwaltungs- und Empfangsgebäude angebaut (darunter ein Privatmuseum). In Erweiterung des Hauptverwaltungsgebäudes wurde 1995 vom Architekten René Maison, der auch die neue Kirche in La Salle-en-Beaumont baute, die Kapelle der Begegnung errichtet. Diese Kapelle hat eine polygonale Form, die sich durch zwei große Glasflächen nach außen hin öffnet. Die Glasmalereien wurden von Arcabas ausgeführt.
Die als erstes festes Gebäude bekannte Kapelle von 1852 wurde 1865 an ihrem heutigen Standort an der Vorderseite der Basilika auf dem Friedhof des Wallfahrtsorts neu errichtet. Die quadratische Kapelle hat eine Seitenlänge von drei Metern und ist aus verschiedenfarbigen Kalksteinquadern gebaut. Sie beherbergt eine lebensgroße Statue der Jungfrau Maria, die den kleinen Innenraum vollständig ausfüllt.

Am Wallfahrtsort befinden sich mehrere Marienstatuen mit den Kindern, welche an die Erscheinung erinnern.

Marienstatuen am Wallfahrtsort Notre-Dame de La Salette
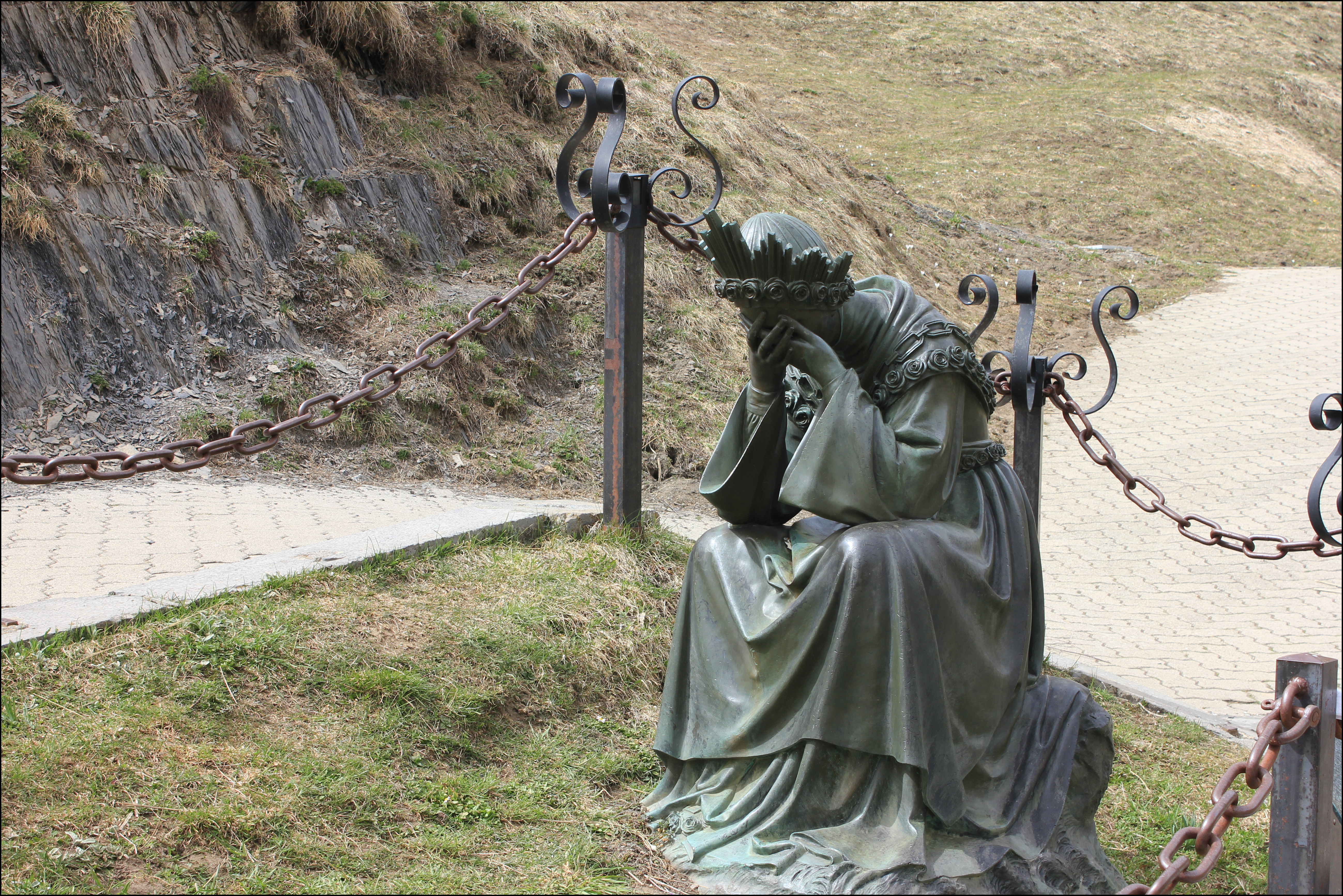
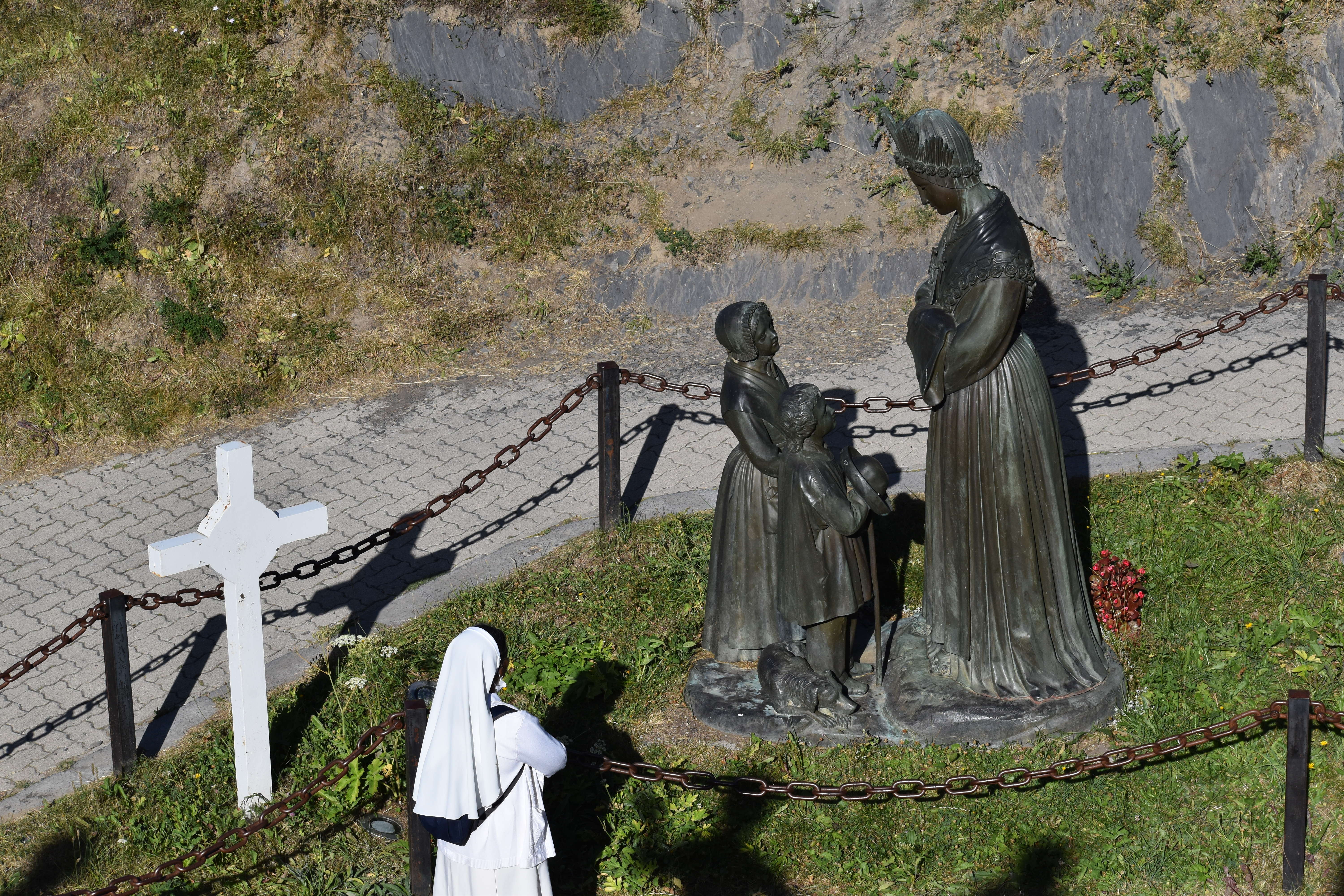
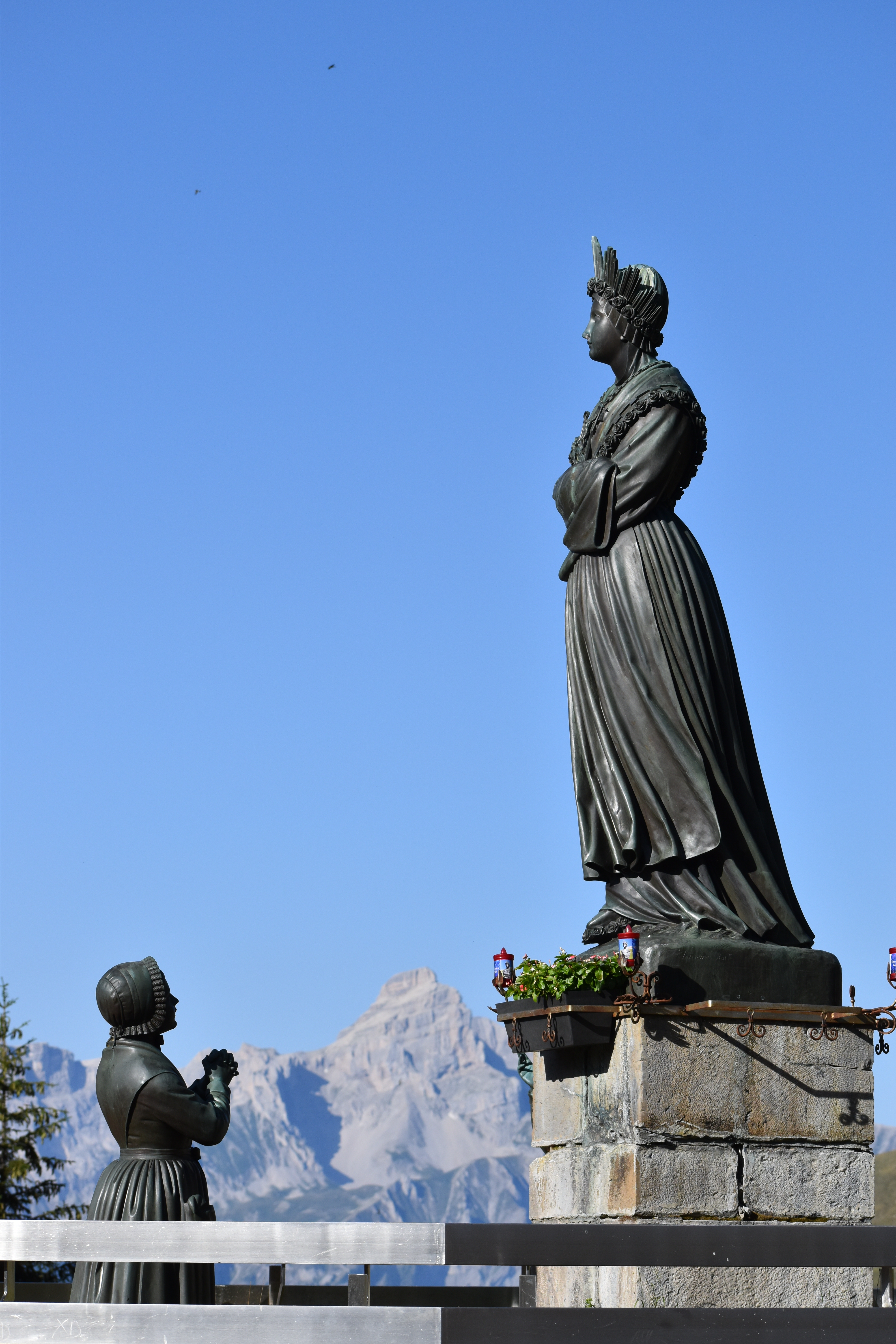
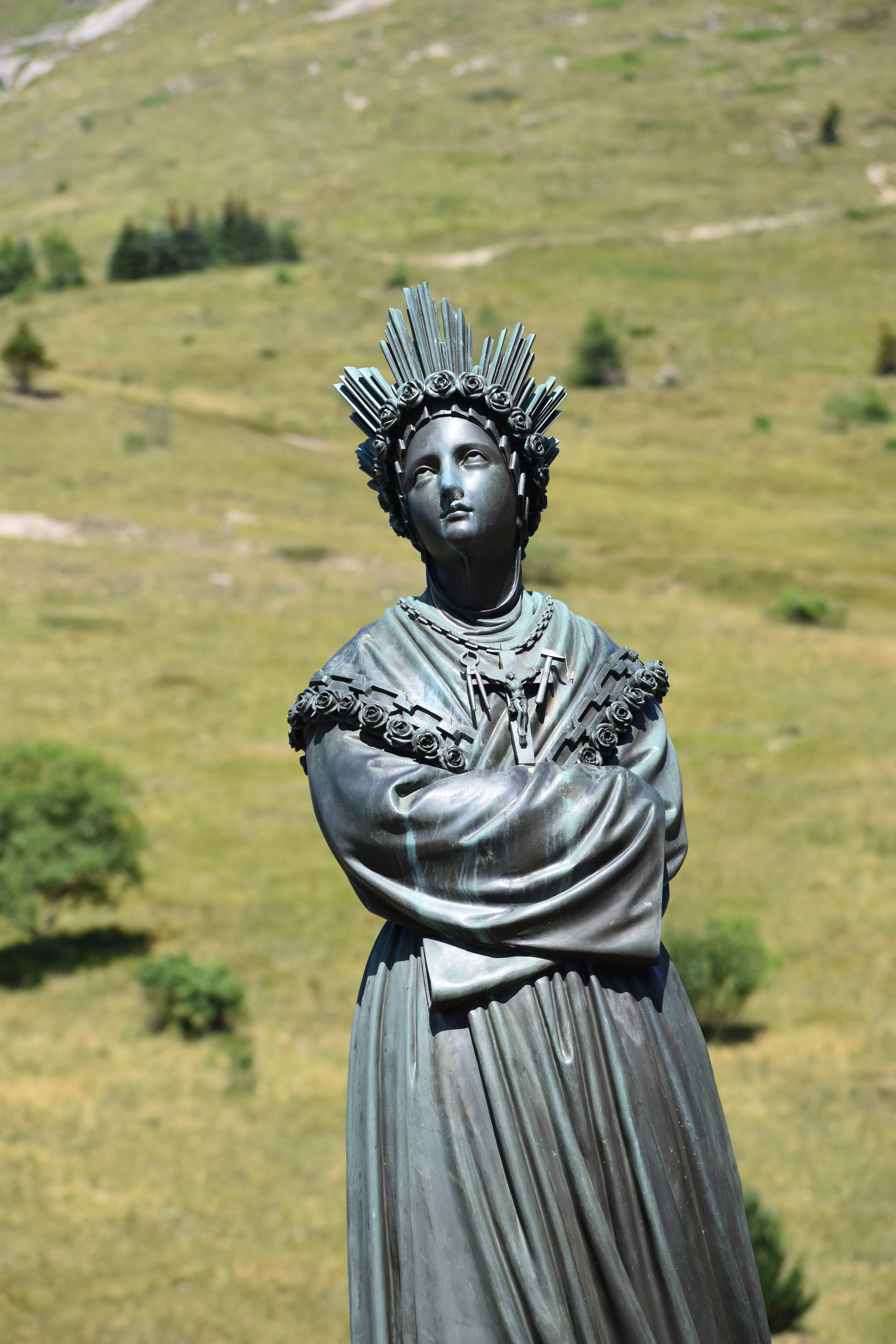